# Juri Takahashi
Juri Takahashi (高橋 朱里, Takahashi Juri, Kashima, 3 de outubro  de 1997) é uma cantora e rapper japonesa. Ela é mais conhecida como uma ex-integrante e antiga capitã do time B do girl group ídolo AKB48. Além disso, Juri também é ex-integrante do grupo feminino de k-pop Rocket Punch.

## Biografia

### Carreira

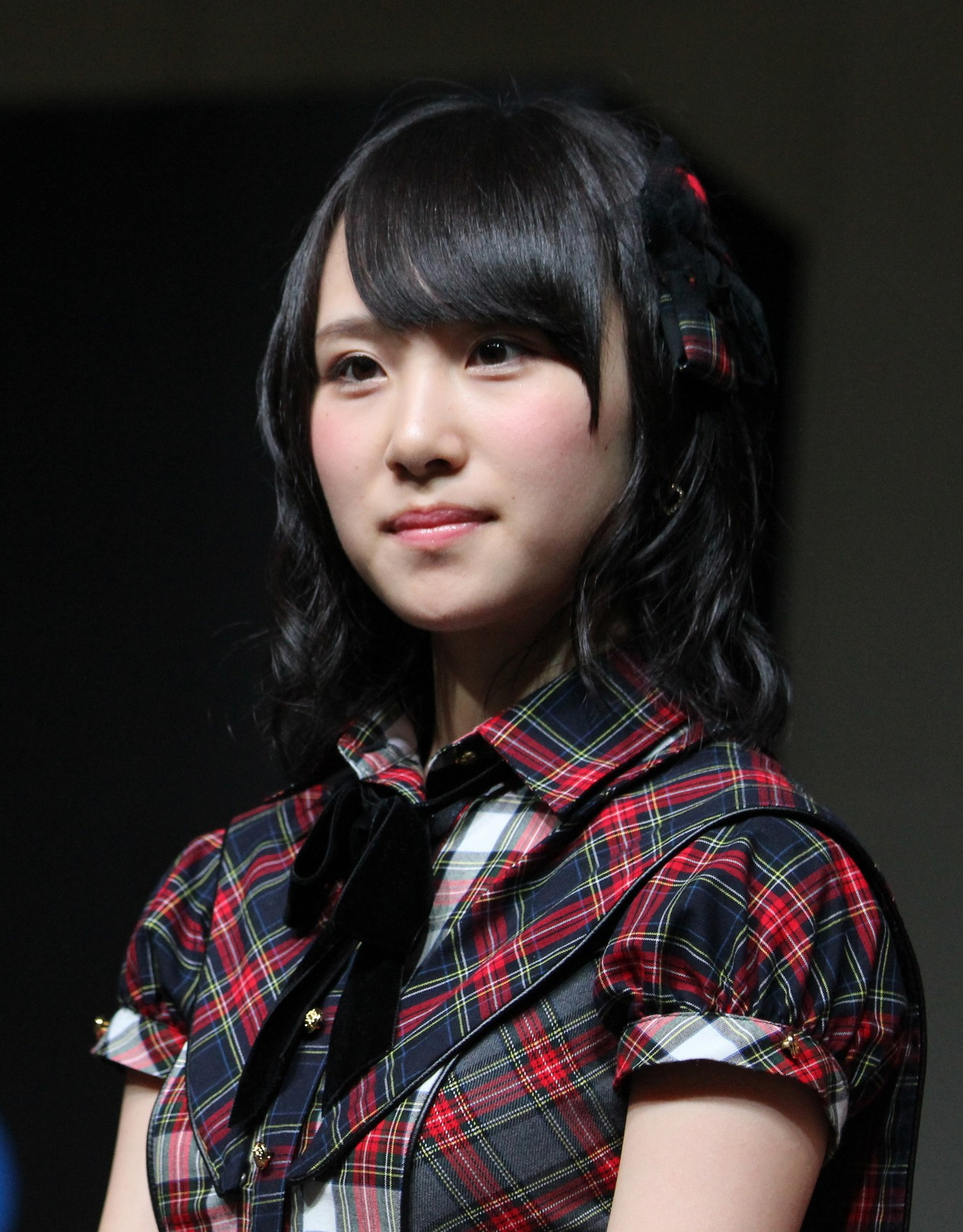
Takahashi no Tokyo Auto Salon em Singapura em 13 de abril de 2013.

Takahashi passou na 12ª geração de testes do AKB48 em 20 de fevereiro de 2011. Em março de 2012, ela foi promovida para o Time 4, mas foi transferida para o Time A em agosto de 2012. Em fevereiro de 2014, durante o AKB48 Group Shuffle, foi anunciado que Takahashi seria transferida para o Time B. Em março de 2015, durante o show de primavera do AKB48, foi anunciado que Takahashi seria transferida para o Time 4 novamente. Em dezembro de 2017, durante o Shuffle de 12º Aniversário do AKB48, Takahashi foi transferida para o Time B para se tornar capitã do respectivo Time.
Nas eleições gerais do grupo em 2014, Takahashi se classificou pela primeira vez na 28ª posição. Em 2015, ela ficou na 25ª posição. Em 2016, ela ficou em 15º lugar, sendo a primeira vez que entrou no Senbatsu. Em 2017, ela ficou em 11º lugar. Em 2018, ela ficou em 12º lugar. Em 2018, ela participou do Produce 48 e obteve B como nota inicial durante a primeira avaliação. Sua reavaliação "Nekkoya (Pick Me)" fez com que ela fosse atualizada para a classe A. Ela tocou "Short Hair" do grupo AOA com a companheira de AKB48 Mako Kojima para a primeira avaliação, "Ddu-Du Ddu-Du" de Blackpink ao lado de Sakura Miyawaki e Vivian Murakawa (ambos membros do HKT48) para avaliação de posição, e "I AM" para a avaliação do conceito. Ela chegou ao episódio final, no qual realizou "Suki ni Nacchaudarou?" (produzido pelo fundador do AKB48, Akimoto Yasushi) e classificado em 16º, não tendo estreado com as 12 primeiras vencedoras do show.
Em 4 de março de 2019, Takahashi anunciou sua decisão de se formar no AKB48 para estrear na Coréia do Sul. No mesmo anúncio, ela revelou que assinou um contrato exclusivo com a gravadora sul-coreana Woollim Entertainment. Dois meses após o anúncio, Takahashi se formou oficialmente no AKB48 e Saho Iwatate a substituiu na posição de capitã do Time B.
Em 22 de julho de 2019, foi anunciado que estava programado para estrear no segundo semestre do mesmo ano como membro do grupo feminino de k--pop, Rocket Punch.
Em 24 maio de 2024, a Woollim Entertainment, agência do grupo, anunciou que Juri estaria deixando o Rocket Punch, após seu contrato exclusivo de 5 anos com a empresa ter expirado.

## Filmografia

### Cinema
| Ano  | Título                 | Função | Ref. |
| ---- | ---------------------- | ------ | ---- |
| 2012 | Shiritsu Bakaleya Koko | —      |      |

### Televisão
| Ano  | Título                                | Função                 | Notas                          | Ref.          |
| ---- | ------------------------------------- | ---------------------- | ------------------------------ | ------------- |
| 2011 | Ariyoshi AKB Kyowakoku                |                        |                                |               |
| 2011 | AKB Nemousu TV                        |                        |                                |               |
| 2012 | Majisuka Gakuen 3                     | Meshi                  | Episódio 6-12                  |               |
| 2012 | AKB48 no Anta Dare?                   |                        |                                |               |
| 2012 | Shuukan AKB                           |                        |                                |               |
| 2012 | AKBingo!                              |                        |                                |               |
| 2013 | So long!                              |                        |                                | [ 14 ] [ 14 ] |
| 2014 | Sailor Zombie                         | Mutsumi Oyamada        |                                | [ 15 ]        |
| 2014 | Renai Sousenkyo                       |                        |                                |               |
| 2015 | Majisuka Gakuen 4                     | Uonome (Equipe Hinabe) |                                |               |
| 2015 | Majisuka Gakuen 5                     | Uonome (Equipe Hinabe) |                                | [ 16 ]        |
| 2016 | AKB Horror Night: Noite da Adrenalina | Yumi                   | Ep. 39 - "Esconder e Procurar" | [ 17 ]        |
| 2016 | AKB Love Night: Fábrica de Amor       | Kanako                 | Ep. 25 "Drama Love"            |               |
| 2016 | Cabasuka Gakuen                       | Uonome (Iwashi)        |                                | [ 18 ]        |
| 2018 | Produce 48                            | Participante           |                                |               |